# Friedrich Blume (Musikwissenschaftler)
Friedrich Blume (* 5. Januar 1893 in Schlüchtern, Hessen; † 22. November 1975 ebenda) war ein deutscher Musikwissenschaftler und Hochschullehrer.

## Leben
Friedrich Blume, Sohn eines Steuerinspektors, studierte von 1911 bis 1914 an den Universitäten München, Leipzig und Berlin zunächst Medizin, dann Musikwissenschaft, Kunstgeschichte und Philosophie. Nach Kriegsdienst und englischer Kriegsgefangenschaft (ab 1917) setzte er 1919 sein Studium in Leipzig fort und wurde 1921 mit Studien zur Vorgeschichte der Orchester-Suite im 15. und 16. Jh. promoviert. Ab 1921 wirkte Blume als Assistent Hermann Aberts an der Universität in Leipzig, ab 1923 an der Universität in Berlin, wo er sich 1925 mit der Abhandlung Das monodische Prinzip in der protestantischen Kirchenmusik habilitierte und Privatdozent wurde. Nach dem Tode Aberts leitete er von 1927 bis 1929 kommissarisch das musikwissenschaftliche Institut.
Blume gehörte dem nationalsozialistischen Kampfbund für deutsche Kultur und nach dessen Auflösung 1934 der Nationalsozialistischen Kulturgemeinde an. 1934 wurde er Mitglied des Rotary-Clubs, der von führenden NS-Kulturpolitikern ähnlich argwöhnisch betrachtet wurde wie die Freimaurerlogen. Nach der Machtergreifung der Nationalsozialisten 1933 wurde Blume zum nichtbeamteten außerordentlichen (ao.) Professor ernannt und unterrichtete bis 1934 Musikgeschichte an der Kirchenmusikschule Berlin-Spandau. Mit dem Wechsel von Fritz Stein, der 1933 die Leitung der Hochschule für Musik in Berlin übertragen bekam, vertrat er zugleich ab dem 1. Mai 1933 dessen Professur an der Christian-Albrechts-Universität zu Kiel, an die er ein Jahr später endgültig berufen wurde und dort bis zu seiner Emeritierung 1958 wirkte, ab 1939 als Ordinarius. 1946/47 war er einer ihrer ersten Rektoren der Nachkriegszeit. Zu seinen akademischen Schülern gehört u. a. Kurt Gudewill.
Blume wurde 1935 zum Mitglied des Staatlichen Instituts für deutsche Musikforschung berufen, das ihn 1939 mit der Leitung der Reihe Erbe deutscher Musik und bis 1944 mit der Herausgabe der Zeitschrift Deutsche Musikkultur betraute. 1942 übernahm er den Vorsitz der Neuen Schütz-Gesellschaft.
Blume gehörte nicht der NSDAP an. An der Universität Kiel musste er zunächst als nichtbeamteter ao. Professor seine dortige Stellung jedes Jahr durch Stipendien finanzieren, für deren Erhalt im Jahr 1938 empfehlende Stellungnahmen des Kieler NS-Dozentenbundführers Eggers sowie des Dekans seiner Fakultät erforderlich waren. Nach einer einschränkenden Einleitung („Ich kenne ihn [Blume] kaum“) berief sich Eggers in seiner Empfehlung auf seinen Stellvertreter, Prof. Fiedler, der Blume als „charakterlich-politisch vollkommen einwandfrei“ einschätze. Ferner vermerkte Eggers, Blume sei „weder Angehöriger der NSDAP noch einer Gliederung oder eines angeschlossenen Verbandes der NSDAP“. Dennoch halte er Blumes Engagement als aktiver Nationalsozialist in beruflicher Hinsicht für „wahrscheinlich“, befürwortete jedoch eine deutlich geringere Stipendiensumme als der Dekan der Philosophischen Fakultät, Prof. Weinhandl. Anfang 1939 wurde Blume zum ordentlichen Professor ernannt. 1941 verhinderte der Berliner NS-Dozentenbund Blumes Berufung an die dortige Universität – trotz des Votums der Berufungskommission aus Professoren der Philosophischen Fakultät, die Blume eindeutig favorisierten. Die amerikanische Musikwissenschaftlerin Pamela Potter schreibt dazu: „Die Einwände des Dozentenbundes kamen ursprünglich entweder aus dem Amt Rosenberg oder dem Propagandaministerium.“
Bei der Musikwissenschaftlichen Tagung 1938 im Rahmen der Reichsmusiktage hielt Blume ein Grundsatzreferat über „Musik und Rasse“; der Vortrag erschien zunächst in Die Musik unter dem Titel Musik und Rasse. Grundfragen einer musikalischen Rasseforschung, später als Buch Das Rasseproblem in der Musik. Entwurf zu einer Methodologie musikwissenschaftlicher Rasseforschung. Fred K. Prieberg bezeichnet es als „Tatsache, dass Blume die NS-Rassenlehre als unwissenschaftlich brandmarkte.“ Ähnliche Einschätzungen veröffentlichten beispielsweise die NS-Musik-Experten Albrecht Dümling, Gisela Probst-Effah (Universität Köln), Eva Weissweiler, der französische Komponist Amaury du Closel oder die britischen Musikologen Ernest Newman und Richard Freymann. Der Musikwissenschaftler Michael Custodis meint hingegen, dass sich Blumes Schrift (Das Rasseproblem in der Musik) „mit wenigen Blicken […] als NS-Propaganda überführen“ lasse. Pamela Potter spricht von Blumes „meisterlichem Lavieren in dieser Frage [Musik und Rasse]“, das ihm einerseits Lob aus den Reihen der nationalsozialistischen Kritiker eingebracht habe, andererseits aber „nicht zwang, nach 1945 die Rede oder ihre erweiterte Fassung in der Monographie unterdrücken zu müssen.“ Nach Kriegsende wurde Das Rasseproblem in der Musik in der Sowjetischen Besatzungszone auf die Liste der auszusondernden Literatur gesetzt, nicht jedoch im Westen Deutschlands, wo es weiterhin in einigen großen Bibliotheken verfügbar blieb. 
Vor dem Hintergrund biologischer, ideologischer, auch musikwissenschaftlicher Versuche, vorschnell aus der Person des Komponisten, aus Tonsystemen, Melodik, Rhythmik usw. auf rassenspezifische Merkmale zu schließen, stellt Blume in seiner Schrift lapidar fest: „Sagen wir es lieber offen, daß wir von dem Zusammenhange zwischen Musik und Rasse wissenschaftlich vorläufig keinerlei gesicherte Kenntnis haben“ und: „Die Rasse an und für sich zu erforschen, ist Sache der Biologie, zum Teil der Psychologie. Die Musik zu erforschen, ist Sache der Musikwissenschaft“. Trotzdem meint er: „Die Musik geht, wie jede geistige Tätigkeit, in den letzten Gründen irgendwie auf die rassische Zusammensetzung ihrer Träger zurück. Das ist ein Postulat, das in unserer Weltanschauung begründet liegt.“ Deshalb hält er es für nötig, in seinem „Entwurf zu einer Methodologie musikwissenschaftlicher Rasseforschung“ zunächst Methodenfragen zu klären, und kommt zu folgenden Ergebnissen: „Eindeutige elementare Äußerungsweise der Rasse ist die Klanglichkeit einer Musik“; „Schöpferkraft, Produktionshöhe und Entwicklungsfähigkeit erweisen das musikalische Leistungsvermögen der Rasse“; „die Fähigkeiten des Menschen zu produktiver oder reproduktiver musikalischer Tätigkeit hängen von seiner rassischen Disposition ab“. Hieraus ergibt sich für ihn die Konsequenz: „Insofern wird einer musikbiologischen Forschung der Zukunft die Möglichkeit offenstehen, an der Lösung der rassischen Probleme mitzuarbeiten“ und „Innerhalb der Musikwissenschaft muß die Bearbeitung des Rasseproblems zu einer planvollen Zusammenarbeit aller Zweige führen.“
1939 wurde Blume beauftragt, einen Rechenschaftsbericht über die Arbeit der deutschen Musikwissenschaft für den Sammelband Deutsche Wissenschaften. Arbeit und Aufgabe, eine Festschrift zum 50. Geburtstag des „Führers und Reichskanzlers“, zu verfassen. In seinem dreiseitigen Überblick geht er ganz am Schluss auch auf die „verwickelten Fragen nach dem Zusammenhange zwischen Musik und Rasse“ (Blume) ein. Er beschließt seinen kurzen Exkurs zu diesem Thema mit folgenden Sätzen: „Hier stellt die nationalsozialistische Ausrichtung der Musikforschung die eindeutige Aufgabe, den Grund zu legen, auf dem das Gebäude einer musikalischen Rassenforschung errichtet werden kann. In wenigen Jahren sind große Erfolge erzielt worden. Umfassende Arbeiten bedürfen einer längeren Anlaufzeit. Der planmäßge Arbeitseinsatz ist errungen, der Blick auf neue Ziele gerichtet worden.“ Noch 1944 wiederholte Blume in der 2. Auflage seines Buches Das Rasseproblem in der Musik seine Feststellung von 1939, „daß wir von dem Zusammenhange zwischen Musik und Rasse wissenschaftlich vorläufig keinerlei gesicherte Kenntnis haben“.
Fred K. Prieberg veröffentlichte folgendes Blume-Zitat aus einem Geleitwort zum Fest der Chöre Schleswig-Holsteins im April 1939: „Die Männer und Frauen, die zum ‚Fest der Chöre Schleswig-Holsteins‘ in Flensburg mit den volksdeutschen Chören aus den abgetretenen Gebieten zusammenkommen, wollen nicht nur ihr künstlerisches Streben und Können unter Beweis stellen, sondern im Zeichen der Musik dem übergreifenden und bindenden Gedanken der deutschen Volksgemeinschaft und des deutschen Gesamtstaates huldigen. Sie wollen ein Treuebekenntnis ablegen zu Führer und Reich, zur Einheit von Blut und Kultur, und sie wollen es in die Form der höchsten staatsbildenden Kunstmacht kleiden, die wir kennen: in die Form der Musik.“ Prieberg wertet diese Sätze indes lediglich als ein Lippenbekenntnis und erklärt wenige Seiten weiter in seinem Handbuch ausdrücklich, dass er Blume nicht für einen „Nazi“ halte.
In Blumes 1947 erfolgtem Entnazifizierungsverfahren, bei dem er unter dem Vorsitz des Rechtswissenschaftlers und früheren „fanatische[n] Befürworter[s] der Rassengesetze“, sowie späteren Innenministers von Schleswig-Holstein Hermann von Mangoldt in die Kategorie V („unbelastet“) eingestuft wurde, war Blumes Schrift Das Rasseproblem in der Musik noch einmal Gegenstand einer kurzen Kontroverse. Der mit der abschließenden Klärung dieser Sache beauftragte Gutachter Hans Dunkelmann kam nach der Lektüre des Buches zu dem Ergebnis: „Die politische Rassenfrage oder die Judenfrage werden in dem Buch überhaupt nicht berührt, jedwede Nazi Ideologie und Phraseologie sind nicht vorhanden. Ich könnte es als mutige Tat von Prof. Blume darstellen, damals dieses Buch in seiner Art geschrieben zu haben.“
1942 griff Blume die Anregung von Karl Vötterle, dem Gründer des Bärenreiter-Verlags, zu der Enzyklopädie Die Musik in Geschichte und Gegenwart (MGG) auf und begann 1943 als deren Herausgeber mit der Vorbereitung. Das Lexikon erschien in 14 Bänden zwischen 1949 und 1968 unter Blumes Leitung (die Supplementbände und einen Registerband gab seine Tochter Ruth Blume 1973–1986 heraus). Von 1947 bis 1962 war er zudem als Präsident der „Gesellschaft für Musikforschung“ maßgeblich am Wiederaufbau der deutschen Musikwissenschaft beteiligt.
Bereits 1948 wurde er in das Präsidium der neu gegründeten „Internationalen Gesellschaft für Musikwissenschaft“ gewählt. Von 1958 bis 1961 wirkte er als deren Präsident. Er engagierte sich ferner als Organisator beim Aufbau von AIBM und RISM, als Präsident der „Internationalen Heinrich-Schütz-Gesellschaft“ und als Vorsitzender des Joseph-Haydn-Instituts. Für sein Wirken wurden ihm zahlreiche Ehrungen und Auszeichnungen verliehen.
Blume, evangelisch, war verheiratet und Vater von vier Kindern.

## Auszeichnungen
- 1963: Bundesverdienstkreuz I. Klasse
- 1963: Goethe-Medaille

## Schriften

### Autorschaft
chronologisch

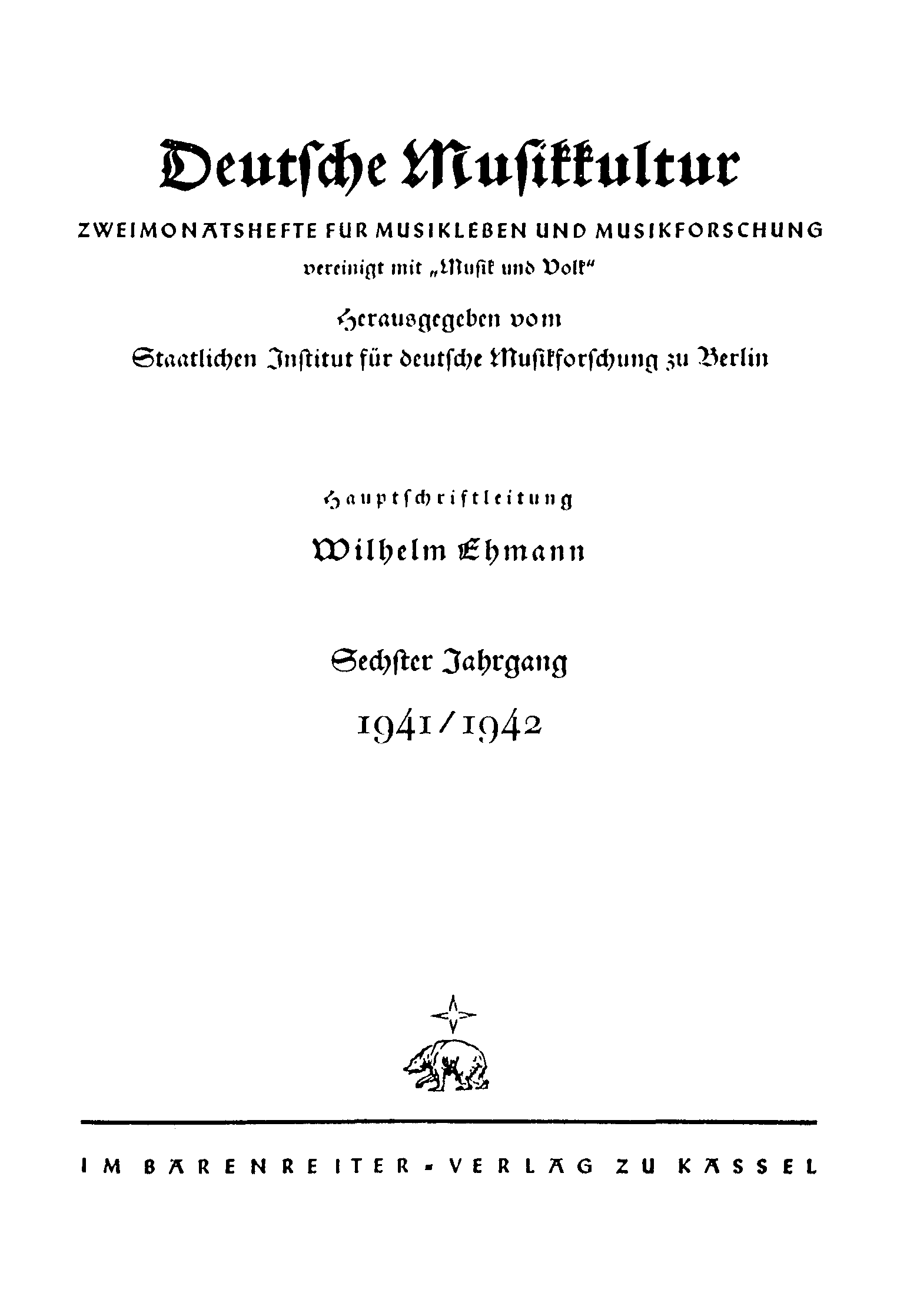

- Studien zur Vorgeschichte der Orchestersuite im 15. und 16. Jahrhundert. (Dissertation, Universität Leipzig 1921), Leipzig 1925.
- Die formgeschichtliche Stellung der Klavierkonzerte Mozarts. Mozart-Jahrbuch 1924, S. 81–107.
- Das monodische Prinzip in der protestantischen Kirchenmusik. (Habilitationsschrift, Universität Berlin 1925), Leipzig 1925.
- Eine unbekannte Violinsonate von J. S. Bach. In: Bach-Jahrbuch, 25, 1928, S. 96–118.
- Max Bruch. In: Deutsches Biographisches Jahrbuch, Band 2: 1917–1920. Stuttgart 1928, S. 505–509.
- Hermann Abert und die Musikwissenschaft. In: Friedrich Blume (Hrsg.): Festschrift für Hermann Abert. Halle 1928, S. 18–30.
- Fortspinnung und Entwicklung. In: Jahrbuch 36 der Musikbibliothek Peters, Leipzig 1929, S. 51–71; Nachdruck in Syntagma Musicologicum 1, S. 504–525.
- Michael Praetorius Creuzburgensis. Wolfenbüttel/Berlin 1929.
- Josquin des Prés. In: Der Drachentöter. Jahrbuch des Kallmeyer-Verlags, Wolfenbüttel/Berlin 1929, S. 52–69.
- Heinrich Schütz in den geistigen Strömungen seiner Zeit. In: Musik und Kirche, 11/1930, S. 245–254.
- Joseph Haydns künstlerische Persönlichkeit in seinen Streichquartetten. In: Jahrbuch 38 der Musikbibliothek Peters, Leipzig 1931, S. 24–48; Nachdruck in: Syntagma musicologicum 1, S. 526–551.
- Die evangelische Kirchenmusik. Potsdam 1931; Nachdruck: Laaber, 1979.
- Bach und Händel. In: Die Musikpflege, 5, 1934/35, S. 400–407.
- Heinrich Schütz. In: Willy Andreas, Wilhelm von Scholz (Hrsg.): Die Großen Deutschen. Band 1. Berlin 1935, S. 627–643.
- Das Werk des Michael Praetorius.: Zeitschrift für Musikwissenschaft. Herausgegeben von der Deutschen Musikgesellschaft / Zeitschrift für Musikwissenschaft. Herausgegeben von der Deutschen Gesellschaft für Musikwissenschaft / Archiv für Musikforschung. Herausgegeben mit Unterstützung des Staatlichen Instituts für deutsche Musikforschung von der Deutschen Gesellschaft für Musikwissenschaft / Archiv für Musikforschung. Herausgegeben im Auftrage des Staatlichen Instituts für deutsche Musikforschung, Jahrgang 1935, S. 321ff. (online bei ANNO). (Teil 1)
- Das Werk des Michael Praetorius.: Zeitschrift für Musikwissenschaft. Herausgegeben von der Deutschen Musikgesellschaft / Zeitschrift für Musikwissenschaft. Herausgegeben von der Deutschen Gesellschaft für Musikwissenschaft / Archiv für Musikforschung. Herausgegeben mit Unterstützung des Staatlichen Instituts für deutsche Musikforschung von der Deutschen Gesellschaft für Musikwissenschaft / Archiv für Musikforschung. Herausgegeben im Auftrage des Staatlichen Instituts für deutsche Musikforschung, Jahrgang 1935, S. 482ff. (online bei ANNO). (Teil 2)
- Musik und Rasse. Grundfragen einer musikalischen Rassenforschung. In: Die Musik. XXX/11, August 1938, S. 736–748.
- Erbe und Auftrag. In: Deutsche Musikkultur, 4/1939
- Deutsche Musikwissenschaft. In: Bernhard Rust (Hrsg.): Deutsche Wissenschaften. Arbeit und Aufgabe. Dem Führer und Reichskanzler zum 50. Geburtstag. Leipzig 1939, S. 16–18.
- Wolfgang Amadeus Mozart. Gedenkrede zu Mozarts 150. Todestag am 5. Dezember 1941. Wolfenbüttel/Berlin 1942. 2. Auflage: Wolfenbüttel 1948.
- Das Rasseproblem in der Musik – Entwurf zu einer Methodologie musikwissenschaftlicher Rassenforschung. Kallmeyer, Wolfenbüttel 1939 und 1944.
- Wesen und Werden deutscher Musik. Kassel 1944
- Lasso und Palestrina. In: Deutsche Musikkultur, 9, 1944/1945, S. 31–45.
- Johann Sebastian Bach im Wandel der Geschichte. Kassel u. a. 1948.
- Goethe und die Musik. Kassel 1948.
- Denkschrift zur Schulmusikerziehung. Bonn 1952.
- Was ist Musik? Ein Vortrag. Kassel 1959.
- Umrisse eines neuen Bach-Bildes. Kassel 1962.
- Renaissance and Baroque Music. A Comprehensive Survey. New York 1967.
- Der junge Bach. Wolfenbüttel 1967.
- Classic and Romantic Music. A Comprehensive Survey. New York 1970.
- Syntagma musicologicum. Gesammelte Reden und Schriften. Band 1. Hrsg. von Martin Ruhnke; Band 2, hrsg. von Anna Amalie Abert und Martin Ruhnke. Kassel 1963 (Band 1) und 1973 (Band 2).

### Herausgeberschaft
- Die Musik in Geschichte und Gegenwart. Allgemeine Enzyklopädie der Musik. Unter Mitarbeit zahlreicher Musikforscher des In- u. Auslandes. Bärenreiter, Kassel/Basel/Tours/London. Band 1–14: 1949 bis 1968 (die Redaktion der Supplementbände und des Registerbandes – 1973, 1979 und 1986 – hatte Blumes Tochter Ruth Blume)
- Gesamtausgabe der Werke von Michael Praetorius. Mit Fritz Jöde und Georg Kallmeyer. 1927 bis 1940, Register 1960.
- Das Chorwerk (1929–1938; 1956 ff. mit K. Gudewill).
- Gesammelte Schriften und Vorträge von Hermann Abert. Halle 1929; Nachdruck: Tutzing 1968.